# Harbhajan Singh (koszykarz)
Harbhajan Singh (ur. 12 kwietnia 1950) – indyjski koszykarz, uczestnik Letnich Igrzysk Olimpijskich 1980
Na olimpiadzie rozegrał 6 spotkań. Razem z drużyną zajął ostatnie 12. miejsce. Miał 5 zbiórek.